# 俄羅斯天然氣工業航空
俄罗斯天然气工业航空（Газпром авиа）通常简称为俄气航空，是一家总部位于俄罗斯莫斯科的航空公司。
该航空公司运营客运和货运包机，業務特點是主要是支援油气行业，比如載運員工到偏遠氣田通勤。但此外，俄气航空也还运营有常规的客運服務，比如从莫斯科出发的俄罗斯国内客运班机和包机航线。

## 历史
俄气航空于1995年3月成立，并于同年4月16日开始正式运营由俄罗斯天然气工业股份公司全资拥有。2007年3月，共计2736员工工作于俄气航空。

## 机场
俄氣航空拥有并运行以下两个B级机场，可接收图-154、伊尔-76、安-74等固定翼机型及各种直升机:
- 位于莫斯科附近的俄气航空基地奧斯塔夫耶沃國際機場。

- 位於亞馬爾-涅涅茨自治區納德姆斯基區揚堡的揚堡機場（英语：Yamburg Airport）

## 事故记录
- 2024年7月12日，公司一架苏霍伊超级喷气机100在在执飞交付航班9608号班机（英语：Gazpromavia Flight 9608）时，在从特列季亚科沃机场起飞后7分钟坠毁，机上三名机组成员全部罹难。